# Kulomb
Kulomb (C) – jednostka ładunku elektrycznego w układzie SI (jednostka pochodna układu SI). Nazwa kulomb pochodzi od nazwiska francuskiego uczonego Charles Coulomb.

## Definicja
1 kulomb (1 C) to ładunek elektryczny przenoszony w czasie 1 sekundy (1 s) przez prąd o natężeniu wynoszącym 1 amper (1 A):
{\displaystyle \mathrm {1\ C=1\ A\cdot 1\ s} .}
Może być też wyrażony przy użyciu pojemności i napięcia, gdzie 1 kulomb jest równy iloczynowi jednego farada i jednego wolta
{\displaystyle \mathrm {1\ C=1\ F\cdot 1\ V} .}

## Objaśnienia
Jeden kulomb jest z definicji ampera wielokrotnością ładunku elementarnego (ładunku elektronu):
{\displaystyle \mathrm {1\ C=1/(1{,}602\,176\,634\cdot 10^{-19})=6{,}241\,509\,074\,460\ldots \cdot 10^{18}\ e} .}
Kulomb jest także jednostką strumienia indukcji elektrycznej.
Jego odpowiednikiem w układzie miar CGS jest franklin (Fr)
{\displaystyle \mathrm {1\ Fr=3{,}335\,64\ldots \cdot 10^{-10}\ C} .}